# The Falcon and the D'ohman
«The Falcon and the D'ohman» (укр. «Агент Сокіл і чортова людина») — прем'єрна серія двадцять третього сезону мультсеріалу «Сімпсони», прем'єра якої відбулась 25 вересня 2011 року у США на телеканалі «Fox».

## Сюжет
На початку серії продавець коміксів повідомляє глядачам, що в епізоді буде розкрито долю «Недни»…
На АЕС Гомер, співаючи, йде привітати свого друга охоронця Ларрі, але виявляє, що його замінив новий працівник, Вейн. Гомер просить дружнього удару кулаком, але той відмовляє. Згодом Гомер пропонує випити пива після роботи, але Вейн все одно відхиляє пропозицію. Наступного дня, після роботи, під час дощу Вейн вимушено погоджується на пропозицію Гомера підвезти, а згодом — все таки випити пива з Гомером.
У таверні Мо Гомер безуспішно намагається подружитися з Вейном. Коли Вейн відходить у туалет, Гадюка вривається у бар на мотоциклі, і грабує присутніх. Коли Вейн повертається, Гадюка нападає на нього, але Вейн рятує відвідувачів та Мо.
Згодом Вейна (як чергового рятівника Гомера) запрошують до будинку Сімпсонів. Гість пояснює, як він навчився самообороні. Занепокоєний своїми спогадами, Вейн втікає…
Коли Вейн приходить на електростанцію, його оточують телекамери і Кент Брокман, що робить репортаж про вчинок у таверні напередодні. Коли містер Бернс хоче подарувати Вейну срібну каску як нагороду, це викликає у Вейна жахливі спогади про шолом стирання пам'яті. У ретроспекції Вейн нападає на двох людей, і накладає капелюх на свого боса. Насправді ж його тримали Ленні і Карл, а бос — це Бернс. Коли Бернс приходить до тями, він звільняє Вейна.
Коли Вейн збирає речі, Гомер пропонує йому залишатися пожити в Сімпсонів, допоки він не знайде роботу. Гомер дозволяє Вейну спати в будиночку на дереві Барта на дереві. Однак уві сні він голосно говорить про минулі місії, через що пари в сусідніх будинках втрачають сон.
Відео того, що сталося з Бернсом, поширюється на YouTube, і в Україні, у Києві його бачить один із бандитських ворогів Вейна — Віктор. Згодом український мафіозі та його поплічники викрадають та катують Гомера як друга Вейна, щоб заманити останнього. Виявляється, під час однієї з місій Вейн випадково вбив дружину Віктора…
Вейн відслідковує Гомера через пристрої відстеження, які той несвідомо з'їв, звільняє його та за допомогою Гомера вбиває всіх українських гангстерів, включно з Віктором.
Згодом Вейн вирішує залишити Спрінґфілд, але наостанок все ж дружньо вдаряє Гомера кулаком. Перед відходом Мардж пропонує Вейну влаштуватися на роботу у Спрінґфілдську державну автоінспекцію, де «садист з досвідом роботи на уряд почуватиметься, як удома».
У сцені під час титрів Нед та Една дякують фанатам за те, що вони проголосували за їхні стосунки. Сеймур Скіннер намагається протестувати, але Агнес, яка погоджується з вибором глядачів, дорікає сину, що він завжди чекає до останнього.

## Виробництво
У серії було оголошено результати конкурсу, розпочатого наприкінці останньої серії попереднього сезону «The Ned-liest Catch», в рамках якого глядачі вирішували долю «Недни» — пари Неда Фландерса й Едни Крабапель. Так, під час нічних кошмарів Вейна однією з пар, які не спали були Нед та Една. Една зламала четверту стіну підморгнувши глядачам.
В інтерв'ю виданню «HitFix» виконавчий продюсер Ел Джін заявив, що сценаристи подумали, що буде не цікаво робити ще одну серію, в якій стосунки пари закінчаться, і вони вирішили, що буде цікаво «подивитися, що думають люди, Інтернет, безумовно, є багато думок щодо шоу, можливо, вони також скажуть своє слово». Він також додав, що сценаристи не скасували б рішення глядачів і «те, що наші фанати об'єднали, нехай жоден сценарист не розлучить» (англ. «What our fans have joined together, let no writer put asunder»). Ця фраза з'являється на екрані наприкінці серії, під час промови Агнес Скіннер.

## Цікаві факти і культурні відсилання
- На початку серії Гомер співає про роботу на електростанції під мелодію пісні «Walking on the Moon» гурту The Police[3]. За словами Кріса Ледезми, музичного редактора «Сімпсонів», команді «дуже пощастило отримати оригінальні майстер-треки від The Police без вокалу. Це рідкісний випадок. Коли нам потрібно робити власні тексти до усталеної хітової пісні, [композитор Альф Клаузен] зазвичай аранжує та записує „схожий на звук“, який намагається захопити весь дух і нюанси оригіналу, щоб авдиторія відразу могла визначити трек…»[4]
- В епізоді також часто використовувалася мелодія «Монтеккі і Капулетті» з балету Сергія Прокоф'єва Ромео і Джульєтта. Мелодія мала бути ліцензованою, оскільки вона в більшості країн світу була захищена авторським правом[4].
- У серії показане помилкове зображення центру Києва — на протилежному боці Дніпра, прямо навпроти Майдану Незалежності, височіють куполи Києво-Печерської лаври[5].
  - Під час показу панорами на екрані кілька разів з'являються помилки у назві Україна (англ. Ukraine): «Украв'їна» (англ. «Ukrane») і «Уркаїна» (англ. «Ukreign»). Після чого друкується напис «Коротче — Київ. Він же лише один?» (англ. «C'mon, how many Kievs are there?»)[6].

## Ставлення критиків і глядачів
Під час прем'єри серію переглянули 8,08 млн осіб з рейтингом 3.9, що зробило її найпопулярнішим шоу на каналі «Fox» тієї ночі.
Гейден Чайлдс з «The A.V. Club» дав серії оцінку B сказавши, що у серії «є кілька досить смішних ґеґів, таких як фреска на стелі таверни Мо і чудова тайванська драматизація певних подій», але, водночас, «решта жартів і відсилань звучать не надто смішно або не дуже образливо, і це, ймовірно, найкраще, про може попросити що будь-який глядач у „Сімпсонів“ в їх похилому віці».
Стів Вест із сайту «Cinema Blend» назвав епізод найгіршим серед всіх серіалів блоку «Animation Domination» [на каналі «Fox»] тієї ночі. Він пояснив, що культурні відсилання «завжди відстають на рік, а розумних сценаристів, які використовували класичну американську культуру, щоб довести дотепність серіалу, замінили тими, хто хоче імітувати „Південний парк“ та „Сім'янина“. Вони з тріском зазнають невдач, і це стало настільки поганим, що тепер мені вже байдуже стосунки Мардж і Гомера».
Згідно з голосуванням на сайті The NoHomers Club більшість фанатів оцінили серію на 3/5 і 4/5 із середньою оцінкою 3,32/5.

### Реакція України
В Україні прем'єра 23 сезону відбулася 18 лютого 2013 року на телеканалі «QTV». Однак, дану серію, прем'єру сезону, було показано тільки 8 лютого 2014 року (у період Євромайдану). Причиною відкладення була наявність в епізоді персонажа Віктора, який є пародією на тогочасного Президента України Віктора Януковича.
Щодо опису України у серії журналіст видання «Главком» Віталій Червоненко зазначив, що «загалом з мультику можна посміятися, але образ України з її [президентом] Віктором, який склався у Штатах і був втілений творцями „Сімпсонів“, не радує: країна, де заправляє всім гангстер, який не вміє нормально користуватися комп'ютером та Інтернетом».